# Tartu Ülikooli Philosophicum
Le Philosophicum de l'université de Tartu (en estonien estonien : Tartu Ülikooli Philosophicum) est un campus dans le quartier l’Kesklinn en Estonie.

## Présentation
Le Philosophicum est situé au centre-ville de Tartu, autour du bâtiment principal de l'Université de Tartu, le campus de l'ancienne Faculté de Philosophie de l'Université de Tartu.
Le nom Philosophicum a été donné au campus en 2011 après la rénovation de l'ancien bâtiment de chimie de l'Université de Tartu qui en fait partie.
Le Philosophicum est composé des bâtiments d'enseignement suivants:
- Ancien bâtiment de chimie, Jakobi tänav 2;
- Lossi tänav 3;
- Maison Von Bock, Ülikooli tänav 16;
- Babel, Ülikooli tänav  17.

## Galerie

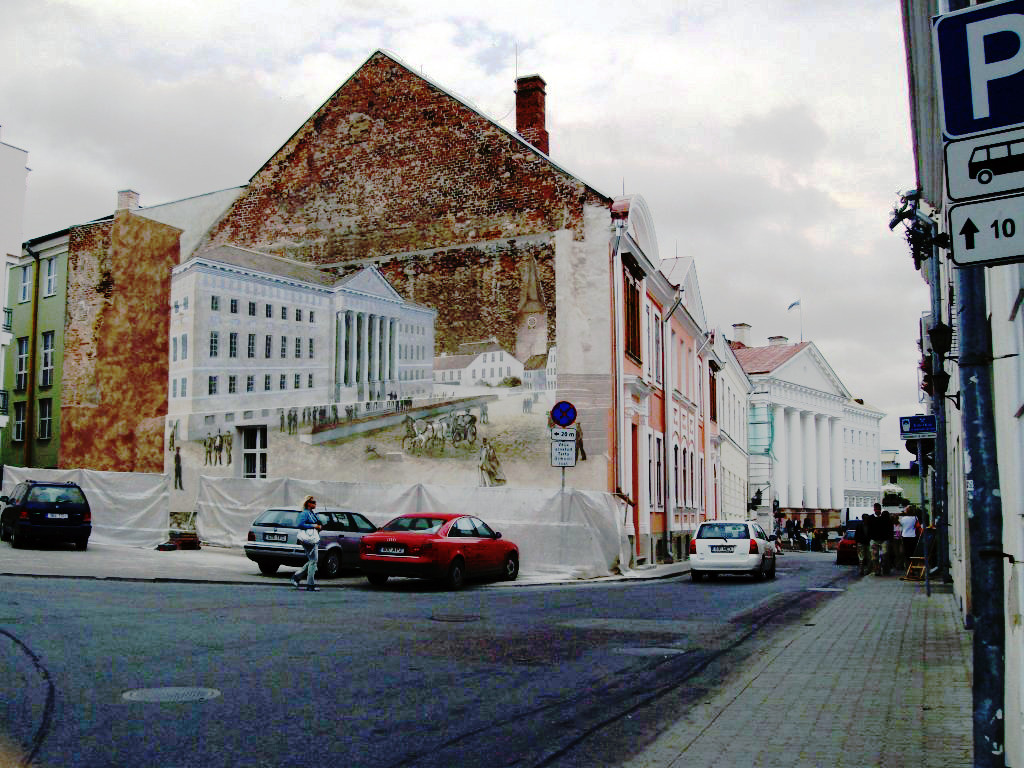
Maison Von Bock.
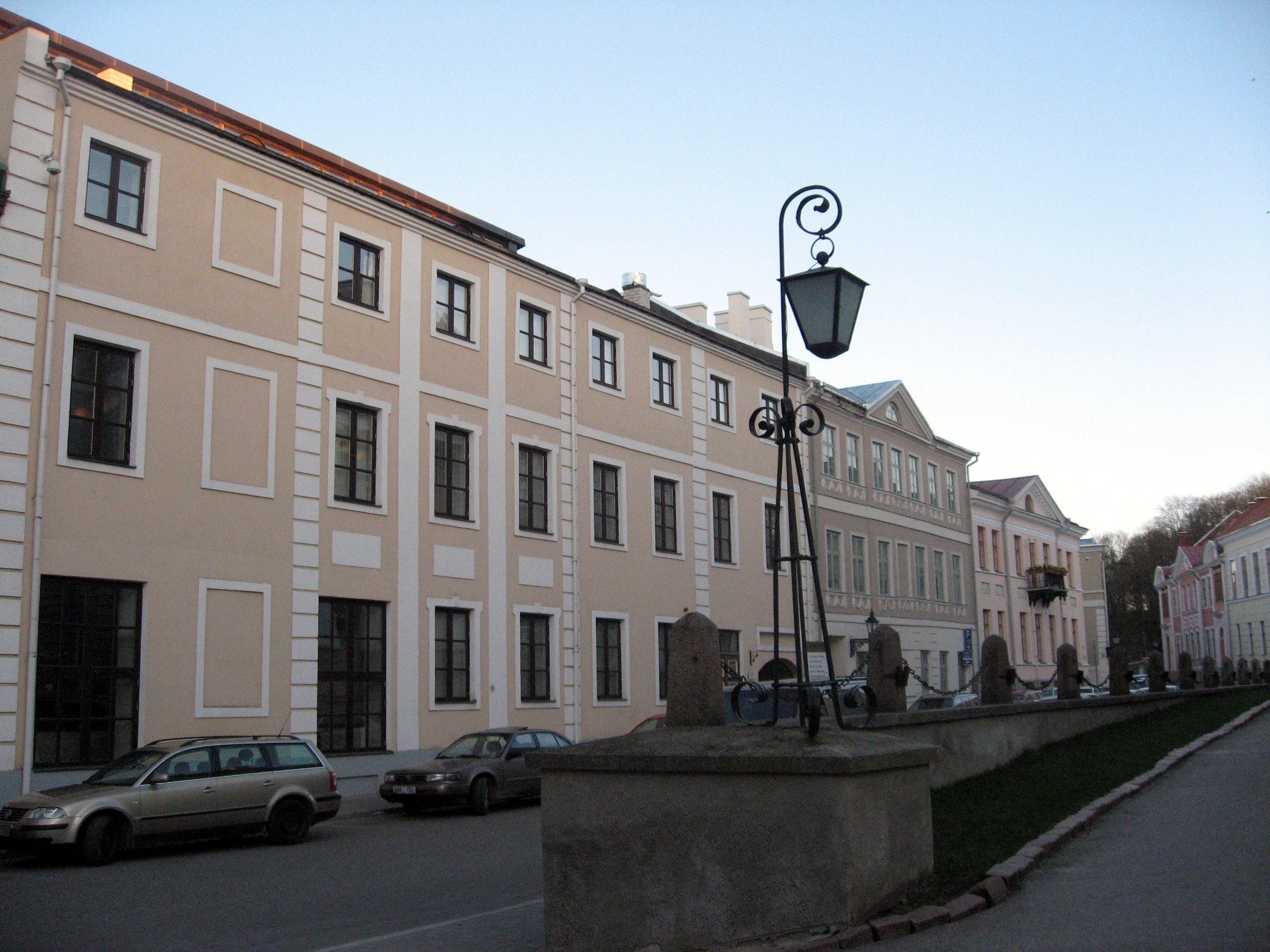
Ülikooli tänav 17, 15, 13.
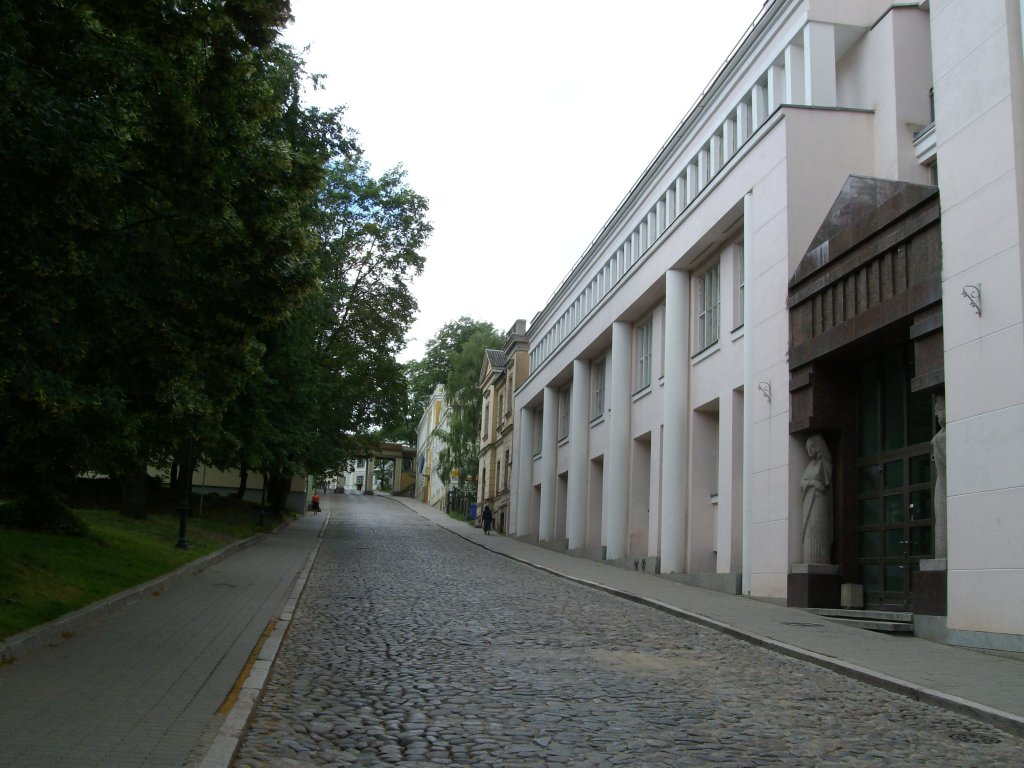
Lossi tänav 3.